# クロード・バルドン
クロード・バルドン（Claude Bardon, 1942年4月20日 - ）は、フランスのヴァイオリン奏者、指揮者。
アンジェの生まれ。1966年にパリ音楽院のヴァイオリン科をプルミエ・プリを得て卒業し、パリ管弦楽団の団員となった。また、チェロ奏者のアラン・クールモンとピアノ奏者のマリー＝クロード・シュヴァリエとで三重奏団を結成する等、室内楽の分野で実績を積んだ。1974年よりピエール・デルヴォーから指揮法を学び、指揮者としても活動するようになった。1975年にダニエル・バレンボイムがパリ管弦楽団の首席指揮者になった際には、バレンボイムのアシスタントとなり、指揮者としての経験を積んだ。1985年からリヨン国立管弦楽団の副指揮者を務め、カーン音楽院管弦楽団にも首席客演指揮者として度々客演した。1996年からヴァンデ管弦楽団の音楽監督を務める。